# Bylina

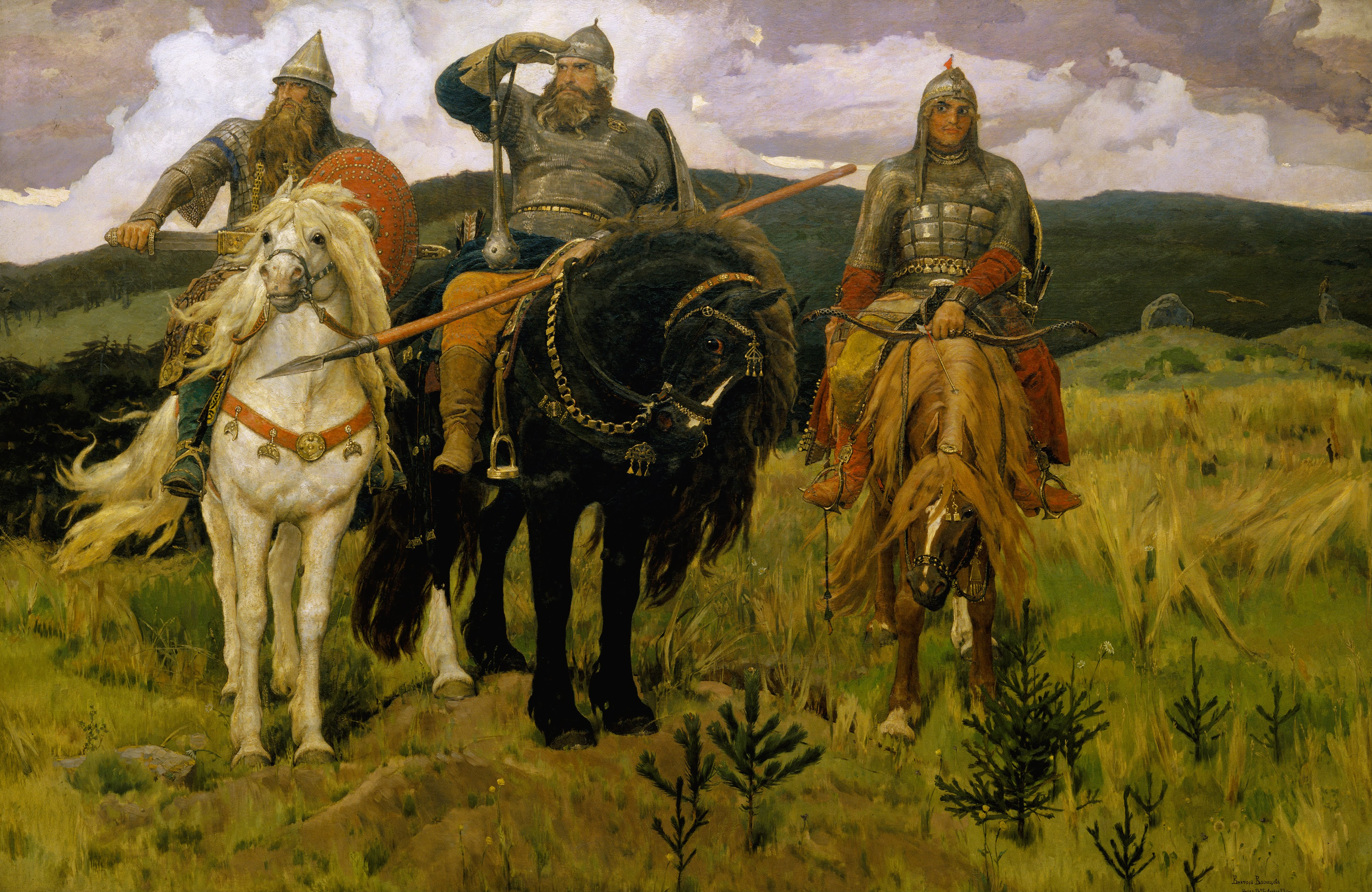
"Bogatyri" (schilderij van Vasnetsov (1881-1898) — Ilja Moeromets, Aljosja Popovitsj (de priesterszoon) en Dobrynja Nikititsj

Een Bylina (Russisch: былина; meervoud: byliny) is een Russische heldensaga of epos, al dan niet in versvorm. De term bylina is afgeleid van het woord byl (быль), dat "iets dat was" betekent.
De oudste bylinen, mythologische bylinen genoemd, ontstonden vóór de stichting van Kiev, waren gezangen over het bovennatuurlijke en werden 'bevolkt' door mythologische wezens. De wezens zijn de mensen goed gezind: zij helpen de mensen en geven goede raad.
Een tweede categorie bylinen wordt aangeduid als Kievcyclus. De meeste bylinen ontstonden tussen de 10e en 14e eeuw in Kiev en omgeving.
Een beroemde bylinacyclus is die van Vladimir de Grote uit he begin van de 11e eeuw, bekend als Krasno Solnysjko (ru: Красно Солнышко), d.i. de Mooie Zon. Hierin treden helden (Bogatyrs) (personages die het midden houden tussen ridders en helden met soms bovenmenselijke eigenschappen) en edellieden (Bojaren) op. Bekende bogatyrs zijn: Ilja van Moerom, Aljosja Popovitsj (de priesterszoon) en Dobrynja Nikititsj. De eerste bylina gaat over Svjatogor (heilige berg), de oer-bogatyr.
De derde categorie wordt aangeduid als de Novgorodcyclus. Deze stroming kent 2 hoofdpersonen: goesli-speler en koopman Sadko en rebel Vasili Boeslajev, die onrust en geweld veroorzaakt.
De byliny zijn te vergelijken met West-Europese ridderromans als Karel ende Elegast of de romans van Chrétien de Troyes.

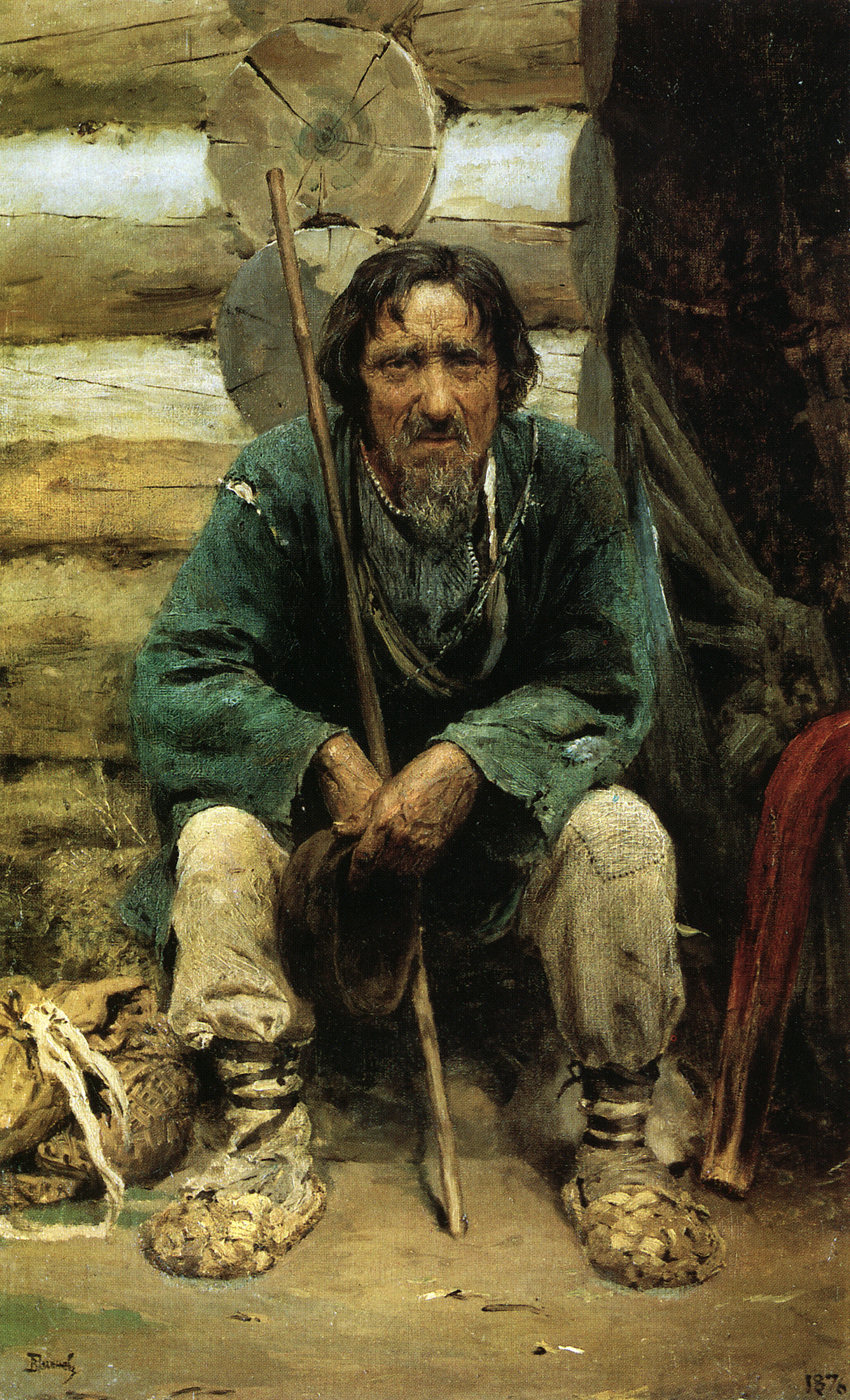
Bylina-verteller Nikita Bogdanov (schilderij van Vasili Polenov (1876)

Bylinen werden eeuwenlang door de boerenbevolking in het noorden van Rusland gezongen; deze zeer oude traditie is tot in de jaren zestig van de 20ste eeuw behouden gebleven.
De liederen werden vaak door één persoon gezongen soms zonder instrumentale begeleiding, maar ook konden ze zichzelf begeleiden op de goesli, een instrument dat doet denken aan de citer. Deze zangers, die zich hierin hadden gespecialiseerd, waren de skomorokhi (ru: скоморохи) vergelijkbaar met troubadours. Kenmerkend voor de bylina was een heldere verhaallijn met veel herhalingen, zodat de luisteraar het verhaal goed kon volgen.
In de 19e eeuw, toen men op zoek ging naar de oorspronkelijke verteltraditie en de eigen cultuur, werden de liederen op het Russische platteland 'ontdekt' door P.N. Rybnikov, die tussen 1861 en 1867 honderden bylinen verzamelde en publiceerde.